# Тобиъс Хайнц
Тобиас Хайнц (на норвежки език - Tobias Heintz) е норвежки футболист, полузащитник, младежки и юношески национал на Норвегия.

## Кариера
Започва кариерата си в местния клуб ФК Мос, а по-късно става част от тима на Спринт-Йелой, дебютирайки за отбора  през 2014 г.  През 2015 година той се присъединява към отбора на Сарпсборг 08, като прави дебют с първия отбор на 25 май 2016 година, в мач за купата на Норвегия срещу Стърдалс-Блинк. 
На 17 юли 2016 г., той дебютира и във висшата лига на Норвегия, в двубой срещу Лилестрьом. Първият си гол във Висшата лига бележи срещу отбора на ФК Будьо/Глимт.
През 2019 година е трансфериран в турският тим на Касъмпаша, като за правата му са платени 1 милион евро трансфер.
На 5 януари 2023 подписва с ЦСКА. Представен е пред феновете на 5 февруари 2023 г. Дебютира в официален мач за тима на ЦСКА на 12 февруари 2023 г., при победата с 1-4 над Берое като гости.